# Мантовани, Серджо
Се́рджо Мантова́ни (итал. Sergio Mantovani; 22 мая 1929, Милан — 23 февраля 2001, Милан) — итальянский автогонщик, пилот Формулы-1. Участвовал в восьми Гран-при Чемпионата мира Формулы-1, дебютировав 13 сентября 1953 года на Гран-при Италии 1953 года. Дважды финишировал пятым, заработав 4 очка. На внезачётных Гран-при финишировал третьим на Гран-при Сиракуз 1954 года и Гран-при Рима 1954 года.
После потери ноги в результате аварии на внезачётном Гран-при Турина в 1955 году, Мантовани был вынужден закончить автогоночную карьеру. Впоследствии, на протяжении многих лет принимал активное участие в качестве члена спортивной комиссии Автомобильного Клуба Италии . Умер 23 февраля 2001 года.

## Результаты в Формуле-1
| Легенда к таблице |                                                                    |
| --- | ------------------------------------------------------------------ |
| В таблице перечислены результаты всех Гран-при Формулы-1, в которых принимал участие гонщик. Строками таблицы являются сезоны, столбцами — этапы чемпионата мира. В каждой клетке указаны сокращённое название этапа и результат, дополнительно обозначенный цветом. Расшифровка обозначений и цветов представлена в нижеследующей таблице. |                                                                    |
| \| Пример \| Описание \| \| ------------ \| ------------------------------------------------------------------ \| \| 1 \| Победитель \| \| 2 \| Второе место \| \| 3 \| Третье место \| \| 5 \| Финишировал, заработав очки \| \| Сход \| Не финишировал, но при этом заработал очки \| \| 12 \| Финишировал, не получив очков \| \| НКЛ \| Финишировал, но не попал в финальную классификацию \| \| 15 \| Участвовал вне зачёта, либо по отдельной классификации \| \| 18 \| Не финишировал, но попал в финальную классификацию \| \| Сход \| Не финишировал \| \| НКВ \| Не прошёл квалификацию \| \| НПКВ \| Не прошёл предквалификацию \| \| ДСК \| Дисквалифицирован \| \| ИСК \| Исключён из протокола соревнований \| \| ТТ \| Заявлен для участия только в тренировках \| \| НС \| Участвовал в квалификации, но не стартовал в гонке \| \| Т \| Травмирован или болен \| \| ОТК \| Отказ от участия \| \| НТР \| Прибыл на соревнования, но на трассу не выезжал \| \| НПР \| Был заявлен в числе участников, но не прибыл к началу соревнований \| \| О \| Соревнования отменены \| \| \| Не участвовал \| \| Поул-позиция \| \| \| Быстрый круг \| \| |                                                                    |
| Пример | Описание                                                           |
| 1 | Победитель                                                         |
| 2 | Второе место                                                       |
| 3 | Третье место                                                       |
| 5 | Финишировал, заработав очки                                        |
| Сход | Не финишировал, но при этом заработал очки                         |
| 12 | Финишировал, не получив очков                                      |
| НКЛ | Финишировал, но не попал в финальную классификацию                 |
| 15 | Участвовал вне зачёта, либо по отдельной классификации             |
| 18 | Не финишировал, но попал в финальную классификацию                 |
| Сход | Не финишировал                                                     |
| НКВ | Не прошёл квалификацию                                             |
| НПКВ | Не прошёл предквалификацию                                         |
| ДСК | Дисквалифицирован                                                  |
| ИСК | Исключён из протокола соревнований                                 |
| ТТ | Заявлен для участия только в тренировках                           |
| НС | Участвовал в квалификации, но не стартовал в гонке                 |
| Т | Травмирован или болен                                              |
| ОТК | Отказ от участия                                                   |
| НТР | Прибыл на соревнования, но на трассу не выезжал                    |
| НПР | Был заявлен в числе участников, но не прибыл к началу соревнований |
| О | Соревнования отменены                                              |
| | Не участвовал                                                      |
| Поул-позиция |                                                                    |
| Быстрый круг |                                                                    |

| Сезон | Команда                   | Шасси         | Двигатель   | Ш | 1     | 2   | 3     | 4      | 5   | 6     | 7     | 8     | 9        | Место | Очки |
| ----- | ------------------------- | ------------- | ----------- | - | ----- | --- | ----- | ------ | --- | ----- | ----- | ----- | -------- | ----- | ---- |
| 1953  | Officine Alfieri Maserati | Maserati A6   | Maserati L6 | P | АРГ   | 500 | НИД   | БЕЛ    | ФРА | ВЕЛ   | ГЕР   | ШВА   | ИТА 7    | —     | 0    |
| 1954  | Officine Alfieri Maserati | Maserati 250F | Maserati L6 | P | АРГ   | 500 | БЕЛ 7 | ФРА НС | ВЕЛ | ГЕР 5 | ШВА 5 | ИТА 9 | ИСП Сход | 16    | 4    |
| 1955  | Officine Alfieri Maserati | Maserati 250F | Maserati L6 | P | АРГ 7 | МОН | 500   | БЕЛ    | НИД | ВЕЛ   | ИТА   |       |          | —     | 0    |